# Estola dilloni
Estola dilloni är en skalbaggsart som beskrevs av Fernando de Zayas 1975. Estola dilloni ingår i släktet Estola och familjen långhorningar.
Artens utbredningsområde är Kuba. Inga underarter finns listade i Catalogue of Life.